# Solombala English
Solombala English – język pidżynowy pochodzący z języków rosyjskiego i angielskiego, którym posługiwano się w miejscowości Sołombała w okolicy Archangielska w XVIII i XIX w. korpus języka liczy tylko dwa pisane teksty. Cechą języka jest przyrostek -om, jedyny występujący w czasownikach.